# Ien
El ien (en japonès 円, en) és la moneda de curs legal al Japó des de 1871 i una de les poques divises que s'utilitzen com a moneda de reserva al món (una de les principals juntament amb el dòlar americà i l'euro). El símbol internacional llatinitzat és ¥, encara que al Japó es fa servir el kanji 円, que és com s'escriu actualment el nom d'aquesta moneda en japonès (anteriorment es feia servir el kanji 圓). El codi ISO 4217 del ien és JPY.
Tradicionalment el ien s'ha dividit en 100 sen (錢) i 1.000 rin (厘), fraccions que des del 1954 ja no s'utilitzen.
Fou introduït pel govern Meiji el 1872 a semblança dels sistemes decimals comuns a Europa en aquella època, de manera que el ien va substituir el complicat sistema monetari del període Edo. També es va adoptar el costum occidental d'emmotllar la moneda i donar-li forma rodona (precisament el nom ien, que en japonès es pronuncia en, literalment significa 'rodó'). Des del 1885 és emès pel Banc del Japó (日本銀行 Nihon Ginko).

## Història

### Introducció

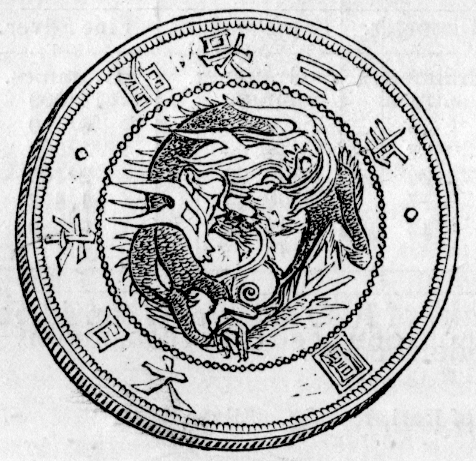
Una moneda d'un ien d'argent de 1872

El ien va ser adoptat oficialment pel govern Meiji amb una llei signada el 10 de maig de 1871. La nova moneda, en forma d'una moneda d'argent semblant al peso mexicà contemporani, entra en circulació de manera gradual a partir de juliol del 1871. El ien substitueix el complex sistema monetari del període Edo, sobre la base del món. La Nova Llei de moneda de 1871 estableix l'adopció del sistema decimal de iens (1,圆), sen (1⁄100, 錢) i rin (1⁄1000, 厘) amb les monedes de forma circular, com a Occident. El ien és definit legalment com a 0,78 unces Troy (24,26 g) d'argent pur, o 1,5 grams d'or pur. La mateixa quantitat d'argent té un valor aproximat de 1.181 iens moderns, mentre que la mateixa quantitat d'or té un valor aproximat de 4.715 iens. A partir de la devaluació de la plata 1873, el ien es va devaluar davant el dòlar dels Estats Units i el dòlar canadenc, ja que es van adherir a l'estàndard monetari de l'or, i l'any 1897 el ien només valia 50 centaus nord-americans. Aquest any, Japó va adoptar l'estàndard monetari de l'or i d'aquí el valor del ien va passar a ser de la mencionada quantitat. Cal esmentar que tant el sen com el rin van ser retirats de la circulació el 31 de desembre 1953.

### Fixació del valor del ien respecte al dòlar dels EUA
El ien va perdre la major part del seu valor durant i després de la Segona Guerra Mundial. Després d'un període d'inestabilitat, el 1949, el valor del ien va ser fixat, a 360¥ per 1US $ a través d'un pla dels Estats Units, que va ser part del Sistema de Bretton Woods, per estabilitzar els preus de l'economia japonesa. El tipus de canvi es va mantenir fix fins a 1971, quan els EUA van abandonar el patró or, que havia estat un element clau del sistema de Bretton Woods, i van imposar un recàrrec del 10 per cent sobre les importacions, posant en marxa canvis que eventualment conduirien a tipus de canvi flotants el 1973. El 2011, el ien va esdevenir molt fort i la taxa de canvi era de 80 iens per dòlar.

### Ien infravalorat
El 1971 el ien esdevingué una divisa infravalorada. Les exportacions japoneses van ser molt poc costoses als mercats internacionals, i les importacions procedents dels mercats estrangers eixien costoses pel Japó. Aquesta infravaloració es reflecteix en la balança per compte corrent, que havia anat evolucionant des dels dèficits de començaments del decenni de 1960 fins a un gran excedent de 5,8 milions de dòlars dels EUA el 1971. La creença que el ien, i altres diverses divises importants es trobaven infravalorades, motivaren els EUA a prendre les mesures que portà a terme el 1971.

### Flotació del Ien i les altres divises importants

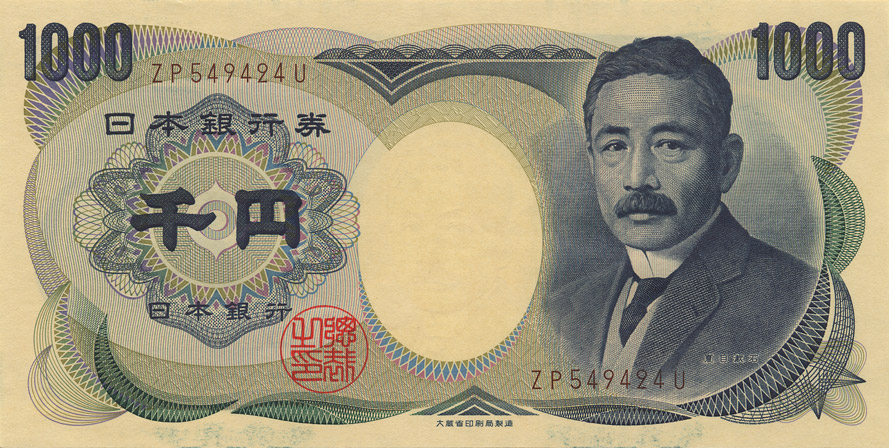
Bitllet de 1.000 iens de la Sèrie D, amb el retrat d'en Natsume Sōseki.

Arran de la decisió dels EUA de devaluar el dòlar a l'estiu de 1971, el Govern japonès va acordar un nou tipus de canvi fix, com un dels punts de l'Acord Smithsonian, signat a la fi de l'any. Aquest acord va fixar el tipus de canvi en 308 iens per 1 dòlar dels EUA. Tanmateix, les noves taxes fixes de l'Acord Smithsonian són difícils de mantenir enfront de l'oferta i les pressions de la demanda en el mercat de canvi de divises. A principis de 1973, els tipus de canvi fixos van ser abandonats, i les principals nacions del món van permetre la flotació de la moneda.

### La intervenció del govern japonès en el mercat de divises
A la dècada de 1970, hi havia una gran preocupació entre el govern japonès i la gent de negocis davant un eventual augment en el valor del ien que podria alentir el creixement de les exportacions, fent menys competitius els productes japonesos, cosa que perjudicaria la base industrial. El govern, en conseqüència, va continuar intervenint fortament en la comercialització de divises (compra o venda de dòlars), fins i tot després de 1973, quan es va prendre la decisió de permetre al ien fluctuar. Així doncs, l'objectiu del govern nipó era el de mantenir la cotització del Ien, tot i que variable, dins d'uns límits de fluctuació que feren competitives les exportacions japoneses.
Malgrat la intervenció, les pressions del mercat causaren que el ien continuara apreciant el seu valor, arribant a un màxim temporal de 271 iens per 1 dòlar dels EUA el 1973, poc abans que l'impacte de la crisi del petroli de 1973 es fera sentir. L'augment dels costos d'importació de Petroli portà a depreciar el ien a un rang de 290 a 300¥ per dòlar entre 1974 i 1976. La reaparició d'un superàvit comercial va desembocar en un tipus de canvi de 211 ¥ per dòlar el 1978. L'enfortiment d'aquesta moneda s'inverteix de nou per la Segona crisi del petroli el 1979, fent que el ien caigués als 227 ¥ per dòlar el 1980.

### El ien a començaments dels anys 1980

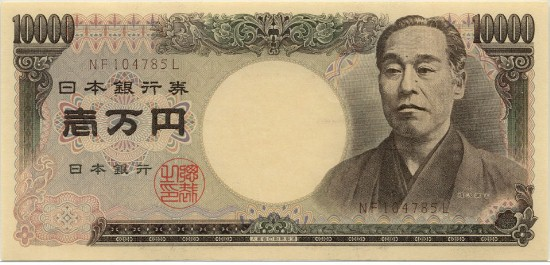
10.000 iens.

Durant la primera meitat de la dècada de 1980, el ien no augmenta de valor malgrat que el superàvit per compte corrent va créixer, i ho va fer ràpidament. De 221 ¥ per dòlar el 1981, el valor mitjà del ien es va veure reduït a 239 iens el 1985. L'augment en el superàvit en compte corrent va generar més demanda de iens en els mercats de divises, però aquest tipus de comerç relacionat amb la demanda de iens es va veure compensat per altres factors. Una gran diferència dels tipus d'interès respecte als Estats Units, que tenia per eixes dates unes taxes d'interès molt més altes que les del Japó, i la progressiva evolució de la desregulació, el flux internacional de capitals, donà lloc a una gran sortida neta de capitals del Japó. Aquest flux de capital va fer augmentar el subministrament de iens en els mercats de divises, pels inversors japonesos que van canviar els seus iens per altres monedes (principalment dòlars) per a invertir a l'estranger. Això manté el ien feble en relació amb el dòlar i fomenta el ràpid augment del superàvit comercial japonès, que va tenir lloc a la dècada de 1980.

### Efecte del Plaza Accord
El 1985 va començar un canvi important. Les autoritats monetàries de les principals economies del món van signar un acord (el Plaza Accord) que afirmava que el dòlar estava sobrevalorat (i, per tant, el ien infravalorat). Aquest acord, i el desplaçament de l'oferta i les pressions de la demanda en els mercats, va portar a un ràpid augment en el valor del ien. De la seva mitjana de 239 iens per 1 dòlar dels EUA el 1985, el ien va pujar a un màxim de 128 ¥ per dólar el 1988, pràcticament duplicant el seu valor en relació amb el dòlar. Després de disminuir lleugerament el 1989 i 1990, la moneda japonesa va assolir un nou màxim de 123 ¥ a 1 dòlar dels EUA el desembre de 1992. L'abril de 1995, el ien va colpejar a un màxim de menys de 80 iens per dòlar, amb caràcter temporal que va fer a l'economia del Japó gairebé de la mida dels EUA.

### Anys post-bombolla

Símbol del ien.

El preu del ien respecte al dòlar es va veure reduït durant la bombolla dels preus dels actius japonesos i continuà fent-ho després, per arribar a un tipus de canvi de 134 ¥ per 1 dòlar dels EUA el febrer de 2002. La política de tipus d'interès zero del Banc del Japó, en la seua lluita contra la deflació, va desincentivar les inversions estrangeres en iens, fent que molts inversors que encara tenien iens els vengueren, cercant monedes de major rendibilitat, i de retruc, fent que la cotització del ien baixara encara més. Es calcula que els inversors que feren servir Carry trades, prestant iens i sostenint monedes més rendibles, van aconseguir un 1 bilió de dòlars americans. En febrer de 2007, The Economist va estimar que el ien es trobava subvalorat en un 15% respecte al dòlar, i un 40% respecte a l'euro. Un any després, el febrer de 2008, el ien ja s'havia apreciat fins als 90 iens per dòlar americà.

## Monedes i bitllets
Les monedes van ser introduïdes el 1870. Hi havia monedes de plata de 5, 10, 20 i 50 sen i d'1 ien, i monedes d'or de 2, 5, 10 i 20 iens. Les monedes d'or d'1 ien van ser introduïdes el 1871, seguides per les monedes d'1 rin, ½, 1 i 2 sen de coure el 1873.
Les monedes de 5 sen de cuproníquel van ser introduïdes el 1889. El 1897, la moneda d'1 ien de plata va deixar d'existir i la mida de les monedes d'or es va reduir en un 50%, amb l'emissió de monedes de 5, 10 i 20 iens. El 1920, es van introduir monedes de 10 sen de cuproníquel.
Les monedes de plata van deixar d'encunyar-se el 1938, i es van utilitzar d'altres metalls per encunyar les monedes d'1, 5 i 10 sen durant la Segona Guerra Mundial. Es van fer monedes de 5 i 10 iens de ceràmica en 1945 a causa de l'escassetat de metalls, però mai no van arribar a circular.
Després de la guerra, es van introduir monedes de llautó de 50 sen, 1 i 5 iens entre 1946 i 1948. El 1949, es va introduir l'actual moneda de 5 iens, seguida per la de 10 iens de bronze, encara en circulació el 1951.
Les monedes de menys d'1 ien es van declarar invàlides el 31 de desembre de 1953, després de l'entrada en vigor de la Llei de les Subdivisions Monetàries i l'Arrodoniment Fraccionari en els Pagaments.
El 1955, va ser introduïda l'actual moneda d'alumini d'1 ien, al costat de la moneda de 50 iens de níquel sense forat. El 1957, es van introduir monedes de 100 iens de plata, que van ser substituïdes el 1967 per l'actual de cuproníquel, juntament amb la de 50 iens amb un forat. El 1982, es van introduir les primeres monedes de 500 iens.
En lloc de mostrar la data en l'Era comuna com la resta de nacions, les monedes japoneses mostren l'any de regnat de l'emperador. Per exemple, una moneda encunyada el 2009 portaria la data Heisei 21 (l'any 21 de regnat de l'emperador Akihito).
En circulen monedes d'1, 5, 10, 50, 100 i 500 iens i bitllets de 1.000, 2.000, 5.000 i 10.000 iens.

### Monedes
- 1 ien (alumini)
- 5 iens (llautó)
- 10 iens (bronze)
- 50 iens (cuproníquel)
- 100 iens (cuproníquel)
- 500 iens (níquel-llautó: Cu 72%, Zn 20%, Ni 8%). La moneda de 500 iens és probablement la moneda de més valor que es fa servir de forma habitual en el món. Pel seu alt valor (quasi equivalent a 4 euros) sol ser objecte de falsificació.

| Monedes actualment en circulació Arxivat 2010-12-31 a Wayback Machine. | Monedes actualment en circulació Arxivat 2010-12-31 a Wayback Machine. | Monedes actualment en circulació Arxivat 2010-12-31 a Wayback Machine. | Monedes actualment en circulació Arxivat 2010-12-31 a Wayback Machine. | Monedes actualment en circulació Arxivat 2010-12-31 a Wayback Machine. | Monedes actualment en circulació Arxivat 2010-12-31 a Wayback Machine. | Monedes actualment en circulació Arxivat 2010-12-31 a Wayback Machine. | Monedes actualment en circulació Arxivat 2010-12-31 a Wayback Machine. | Monedes actualment en circulació Arxivat 2010-12-31 a Wayback Machine. | Monedes actualment en circulació Arxivat 2010-12-31 a Wayback Machine. |
| Imatge                                                                 | Valor                                                                  | Paràmetres tècnics                                                     | Paràmetres tècnics                                                     | Paràmetres tècnics                                                     | Paràmetres tècnics                                                     | Descripció                                                             | Descripció                                                             | Descripció                                                             | Data de primera encunyació                                             |
| Imatge                                                                 | Valor                                                                  | Diàmetre                                                               | Densitat                                                               | Massa                                                                  | Composició                                                             | Costat                                                                 | Advers                                                                 | Revers                                                                 | Data de primera encunyació                                             |
| ---------------------------------------------------------------------- | ---------------------------------------------------------------------- | ---------------------------------------------------------------------- | ---------------------------------------------------------------------- | ---------------------------------------------------------------------- | ---------------------------------------------------------------------- | ---------------------------------------------------------------------- | ---------------------------------------------------------------------- | ---------------------------------------------------------------------- | ---------------------------------------------------------------------- |
| 1 Ien                                                                  | ¥1                                                                     | 20 mm                                                                  | 1.2 mm                                                                 | 1 g                                                                    | 100% alumini                                                           | Llis                                                                   | Arbre jove, títol estatal, valor                                       | Valor, any d'encunyació                                                | 1955                                                                   |
| 5 Ien                                                                  | ¥5                                                                     | 22 mm                                                                  | 1.5 mm                                                                 | 3.75 g                                                                 | 60–70% coure 30–40% zinc                                               | Llis                                                                   | Espiga d'arròs, engranatge, aigua, valor                               | Nom de l'estat, any d'encunyació                                       | 1949                                                                   |
| 10 Ien                                                                 | ¥10                                                                    | 23.5 mm                                                                | 1.5 mm                                                                 | 4.5 g                                                                  | 95% coure 3–4% zinc 1–2% estany                                        | Ratllat                                                                | Temple Hōōdō, Byōdō-in, nom de l'estat, valor                          | Fulla Perennifòlia, valor, any d'encunyació                            | 1951                                                                   |
| 10 Ien                                                                 | ¥10                                                                    | 23.5 mm                                                                | 1.5 mm                                                                 | 4.5 g                                                                  | 95% coure 3–4% zinc 1–2% estany                                        | Llis                                                                   | Temple Hōōdō, Byōdō-in, nom de l'estat, valor                          | Fulla Perennifòlia, valor, any d'encunyació                            | 1959                                                                   |
| 50 Ien                                                                 | ¥50                                                                    | 21 mm                                                                  | 1.7 mm                                                                 | 4 g                                                                    | Cuproníquel 75% coure 25% níquel                                       | Ratllat                                                                | Crisantem, nom de l'estat, valor                                       | Valor, any d'encunyació                                                | 1967                                                                   |
| 100 Ien                                                                | ¥100                                                                   | 22.6 mm                                                                | 1.7 mm                                                                 | 4.8 g                                                                  | Cuproníquel 75% coure 25% níquel                                       | Ratllat                                                                | flor del cirerer, nom de l'estat, valor                                | Valor, any d'encunyació                                                | 1967                                                                   |
| 500 Ien                                                                | ¥500                                                                   | 26.5 mm                                                                | 2 mm                                                                   | 7.2 g                                                                  | Cuproníquel 75% coure 25% níquel                                       | Llis amb inscripció ("NIPPON ◆ 500 ◆ NIPPON ◆ 500 ◆")                  | Paulownia, nom de l'estat, valor                                       | Valor, bambú, Mandarina, any d'encunyació                              | 1982 (actualment, ja no es troba en circulació)                        |
| 500 Ien                                                                | ¥500                                                                   | 26.5 mm                                                                | 2 mm                                                                   | 7 g                                                                    | 72% coure 20% zinc 8% níquel                                           | Ondulat                                                                | Paulownia, nom de l'estat, valor                                       | Valor, bambú, Mandarina, any d'encunyació                              | 2000                                                                   |
| Plantilla:Standard coin table notice                                   |                                                                        |                                                                        |                                                                        |                                                                        |                                                                        |                                                                        |                                                                        |                                                                        |                                                                        |

### Bitllets

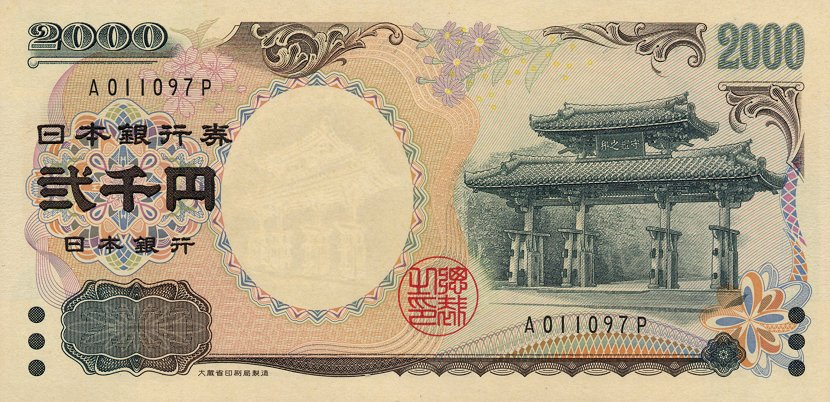
Bitllet de 2000 iens on apareix el Shureimon.

- 1.000 iens. El bitllet que es va posar en circulació a partir de l'1 de novembre de 1984 representa l'escriptor Sōseki Natsume; el nou, de l'1 de novembre de 2004, representa el metge Hideyo Noguchi.
- 2.000 iens. Fou presentat el 19 de juliol de 2000, en una reunió del G8 a Okinawa. Aquest bitllet commemora el mil·lèsim aniversari del Conte de Genji, l'obra més famosa de la literatura japonesa clàssica. En el bitllet apareix una il·lustració del conte i un retrat de l'autora, Murasaki Shikibu.
- 5.000 iens. El bitllet de l'1 de novembre de 1984 representa a Inazo Nitobe; el de l'1 de novembre de 2004 representa a l'escriptora Ichiyō Higuchi.
- 10.000 iens. Tant el bitllet de l'1 de novembre de 1984 com el de l'1 de novembre de 2004 representen a Yukichi Fukuzawa.

## Taxes de canvi

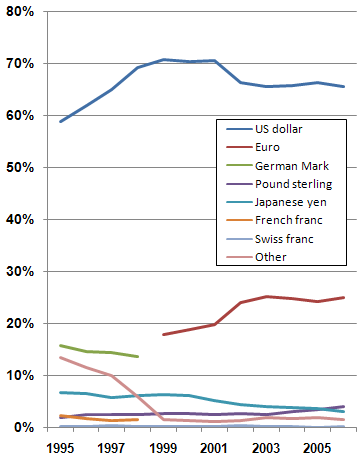
Representació gràfica de la taula de divises

|                  | '95                                                                       | '96   | '97   | '98   | '99   | '00   | '01   | '02   | '03   | '04   | '05   | '06   | '07   | '08   |
| Dòlar EUA        | 59,0%                                                                     | 62,1% | 65,2% | 69,3% | 70,9% | 70,5% | 70,7% | 66,5% | 65,8% | 65,9% | 66,4% | 65,7% | 64,1% | 64,0% |
| Euro             |                                                                           |       |       |       | 17,9% | 18,8% | 19,8% | 24,2% | 25,3% | 24,9% | 24,3% | 25,2% | 26,3% | 26,5% |
| Marc             | 15,8%                                                                     | 14,7% | 14,5% | 13,8% |       |       |       |       |       |       |       |       |       |       |
| Lliura esterlina | 2,1%                                                                      | 2,7%  | 2,6%  | 2,7%  | 2,9%  | 2,8%  | 2,7%  | 2,9%  | 2,6%  | 3,3%  | 3,6%  | 4,2%  | 4,7%  | 4,1%  |
| 'Ien'            | 6,8%                                                                      | 6,7%  | 5,8%  | 6,2%  | 6,4%  | 6,3%  | 5,2%  | 4,5%  | 4,1%  | 3,9%  | 3,7%  | 3,2%  | 2,9%  | 3,3%  |
| Franc francès    | 2,4%                                                                      | 1,8%  | 1,4%  | 1,6%  |       |       |       |       |       |       |       |       |       |       |
| Franc suís       | 0,3%                                                                      | 0,2%  | 0,4%  | 0,3%  | 0,2%  | 0,3%  | 0,3%  | 0,4%  | 0,2%  | 0,2%  | 0,1%  | 0,2%  | 0,2%  | 0,1%  |
| Altres monedes   | 13,6%                                                                     | 11,7% | 10,2% | 6,1%  | 1,6%  | 1,4%  | 1,2%  | 1,4%  | 1,9%  | 1,8%  | 1,9%  | 1,5%  | 1,8%  | 2,0%  |
|                  | Referències: 1995-1999, 2006-2008 FMI: PDF · Sources: 1999-2005, BCE: PDF |       |       |       |       |       |       |       |       |       |       |       |       |       |

Fonts documentals utilitzades per a la taula:
- Per als anys 1995-2008, les del Fons Monetari Internacional (FMI).[11]
- Per als anys 1999-2005, les del Banc Central Europeu (BCE), del 2005,[12] i del 2006.[13]

### Tipus de canvi del ien amb el dòlar
Durant la Segona Guerra Mundial i posteriorment el ien va sofrir una forta devaluació fins que es va estabilitzar en un canvi fix de 360 iens per dòlar (1949-1971). A partir d'aleshores té una taxa de canvi flotant, i en els darrers anys ha tingut una revaluació evident. Actualment la taxa de canvi és d'uns 90 iens per dòlar, o uns 118 iens per euro.
| Any     | Mes                    | Mes                    | Mes                    | Mes                    | Mes                    | Mes                    | Mes                    | Mes                    | Mes                    | Mes                    | Mes                    | Mes                    |
| Any     | Gen                    | Feb                    | Mar                    | Abr                    | Maig                   | Juny                   | Jul                    | Ago                    | Set                    | Oct                    | Nov                    | Des                    |
| ------- | ---------------------- | ---------------------- | ---------------------- | ---------------------- | ---------------------- | ---------------------- | ---------------------- | ---------------------- | ---------------------- | ---------------------- | ---------------------- | ---------------------- |
| 1949–71 | 360 Tipus de canvi fix | 360 Tipus de canvi fix | 360 Tipus de canvi fix | 360 Tipus de canvi fix | 360 Tipus de canvi fix | 360 Tipus de canvi fix | 360 Tipus de canvi fix | 360 Tipus de canvi fix | 360 Tipus de canvi fix | 360 Tipus de canvi fix | 360 Tipus de canvi fix | 360 Tipus de canvi fix |
| 1972    | 308 Tipus de canvi fix | 308 Tipus de canvi fix | 308 Tipus de canvi fix | 308 Tipus de canvi fix | 308 Tipus de canvi fix | 308 Tipus de canvi fix | 308 Tipus de canvi fix | 308 Tipus de canvi fix | 308 Tipus de canvi fix | 308 Tipus de canvi fix | 308 Tipus de canvi fix | 308 Tipus de canvi fix |
| 1973    | 301,15                 | 270,00                 | 265,83                 | 265,50                 | 264,95                 | 265,30                 | 263,45                 | 265,30                 | 265,70                 | 266,68                 | 279,00                 | 280,00                 |
| 1974    | 299,00                 | 287,60                 | 276,00                 | 279,75                 | 281,90                 | 284,10                 | 297,80                 | 302,70                 | 298,50                 | 299,85                 | 300,10                 | 300,95                 |
| 1975    | 297,85                 | 286,60                 | 293,80                 | 293,30                 | 291,35                 | 296,35                 | 297,35                 | 297,90                 | 302,70                 | 301,80                 | 303,00                 | 305,15                 |
| 1976    | 303,70                 | 302,25                 | 299,70                 | 299,40                 | 299,95                 | 297,40                 | 293,40                 | 288,76                 | 287,30                 | 293,70                 | 296,45                 | 293,00                 |
| 1977    | 288,25                 | 283,25                 | 277,30                 | 277,50                 | 277,30                 | 266,50                 | 266,30                 | 267,43                 | 264,50                 | 250,65                 | 244,20                 | 240,00                 |
| 1978    | 241,74                 | 238,83                 | 223,40                 | 223,90                 | 223,15                 | 204,50                 | 190,80                 | 190,00                 | 189,15                 | 176,05                 | 197,80                 | 195,10                 |
| 1979    | 201,40                 | 202,35                 | 209,30                 | 219,15                 | 219,70                 | 217,00                 | 216,90                 | 220,05                 | 223,45                 | 237,80                 | 249,50                 | 239,90                 |
| 1980    | 238,80                 | 249,80                 | 249,70                 | 238,30                 | 224,40                 | 218,15                 | 226,85                 | 219,20                 | 212,00                 | 211,75                 | 216,75                 | 203,60                 |
| 1981    | 205,20                 | 208,85                 | 211,40                 | 215,00                 | 223,50                 | 225,75                 | 239,75                 | 228,75                 | 231,55                 | 233,35                 | 214,15                 | 220,25                 |
| 1982    | 228,45                 | 235,20                 | 248,30                 | 236,30                 | 243,70                 | 255,55                 | 256,65                 | 259,60                 | 269,40                 | 277,40                 | 253,45                 | 235,30                 |
| 1983    | 238,40                 | 235,55                 | 239,30                 | 237,70                 | 238,60                 | 239,80                 | 241,50                 | 246,75                 | 236,10                 | 233,65                 | 234,20                 | 232,00                 |
| 1984    | 234,74                 | 233,28                 | 224,75                 | 226,30                 | 231,63                 | 237,45                 | 245,45                 | 241,70                 | 245,40                 | 245,30                 | 246,50                 | 251,58                 |
| 1985    | 254,78                 | 259,00                 | 250,70                 | 251,40                 | 251,78                 | 248,95                 | 236,65                 | 237,10                 | 216,00                 | 211,80                 | 202,05                 | 200,60                 |
| 1986    | 192,65                 | 180,45                 | 179,65                 | 168,10                 | 172,05                 | 163,95                 | 154,15                 | 156,05                 | 153,63                 | 161,45                 | 162,20                 | 160,10                 |
| 1987    | 152,30                 | 153,15                 | 145,65                 | 139,65                 | 144,15                 | 146,75                 | 149,25                 | 142,35                 | 146,35                 | 138,55                 | 132,45                 | 122,00                 |
| 1988    | 127,18                 | 128,12                 | 124,50                 | 124,82                 | 124,80                 | 132,20                 | 132,53                 | 134,97                 | 134,30                 | 125,00                 | 121,85                 | 125,90                 |
| 1989    | 129,13                 | 127,15                 | 132,55                 | 132,49                 | 142,70                 | 143,95                 | 138,40                 | 144,28                 | 139,35                 | 142,15                 | 142,90                 | 143,40                 |
| 1990    | 144,40                 | 148,52                 | 157,65                 | 159,08                 | 151,75                 | 152,85                 | 147,50                 | 144,50                 | 137,95                 | 129,35                 | 132,75                 | 135,40                 |
| 1991    | 131,40                 | 131,95                 | 140,55                 | 137,42                 | 137,97                 | 138,15                 | 137,83                 | 136,88                 | 132,95                 | 131,00                 | 130,07                 | 125,25                 |
| 1992    | 125,78                 | 129,33                 | 133,05                 | 133,38                 | 128,33                 | 125,55                 | 127,30                 | 123,42                 | 119,25                 | 123,35                 | 124,75                 | 124,65                 |
| 1993    | 124,30                 | 117,85                 | 115,35                 | 111,10                 | 107,45                 | 106,51                 | 105,60                 | 104,18                 | 105,10                 | 108,23                 | 108,82                 | 111,89                 |
| 1994    | 109,55                 | 104,30                 | 102,80                 | 102,38                 | 104,38                 | 98,95                  | 99,93                  | 99,57                  | 98,59                  | 97,37                  | 98,98                  | 99,83                  |
| 1995    | 98,58                  | 96,93                  | 88,38                  | 83,77                  | 83,19                  | 84,77                  | 88,17                  | 97,46                  | 98,18                  | 101,90                 | 101,66                 | 102,91                 |
| 1996    | 106,92                 | 104,58                 | 106,49                 | 104,29                 | 108,37                 | 109,88                 | 107,13                 | 108,40                 | 111,45                 | 113,27                 | 113,44                 | 115,98                 |
| 1997    | 122,13                 | 120,88                 | 123,97                 | 126,92                 | 116,43                 | 114,30                 | 117,74                 | 119,39                 | 121,44                 | 120,29                 | 127,66                 | 129,92                 |
| 1998    | 127,34                 | 126,72                 | 133,39                 | 131,95                 | 138,72                 | 139,95                 | 143,79                 | 141,52                 | 135,72                 | 116,09                 | 123,83                 | 115,20                 |
| 1999    | 115,98                 | 120,32                 | 119,99                 | 119,59                 | 121,37                 | 120,87                 | 115,27                 | 110,19                 | 105,66                 | 104,89                 | 102,42                 | 102,08                 |
| 2000    | 106,90                 | 110,27                 | 105,29                 | 106,44                 | 107,30                 | 105,40                 | 109,52                 | 106,43                 | 107,75                 | 108,81                 | 111,07                 | 114,90                 |
| 2001    | 116,38                 | 116,44                 | 125,27                 | 124,06                 | 119,06                 | 124,27                 | 124,79                 | 118,92                 | 119,29                 | 121,84                 | 123,98                 | 131,47                 |
| 2002    | 132,94                 | 133,89                 | 132,71                 | 127,97                 | 123,96                 | 119,22                 | 119,82                 | 117,97                 | 121,79                 | 122,48                 | 122,44                 | 119,37                 |
| 2003    | 119,21                 | 117,75                 | 119,02                 | 119,46                 | 118,63                 | 119,82                 | 120,11                 | 117,13                 | 110,48                 | 108,99                 | 109,34                 | 106,97                 |
| 2004    | 105,88                 | 109,08                 | 103,95                 | 110,44                 | 109,56                 | 108,69                 | 111,67                 | 109,86                 | 110,92                 | 105,87                 | 103,17                 | 103,78                 |
| 2005    | 103,58                 | 104,58                 | 106,97                 | 105,87                 | 108,17                 | 110,37                 | 112,18                 | 111,42                 | 113,28                 | 115,67                 | 119,46                 | 117,48                 |
| 2006    | 117,18                 | 116,35                 | 117,47                 | 114,32                 | 111,85                 | 114,66                 | 114,47                 | 117,23                 | 117,91                 | 118,01                 | 117,23                 | 115,57                 |
| 2007    | 120,59                 | 120,49                 | 117,29                 | 118,81                 | 120,77                 | 122,64                 | 121,56                 | 116,74                 | 115,01                 | 115,77                 | 111,24                 | 112,28                 |
| 2008    | 107,60                 | 107,18                 | 100,83                 | 102,41                 | 104,11                 | 106,86                 | 106,76                 | 109,24                 | 106,71                 | 100,20                 | 95,01                  | 90,28                  |
| 2009    | 90.35                  | 92.53                  | 97.83                  | 98.92                  | 96.43                  | 96.58                  | 94.49                  | 94.90                  | 91.40                  | 90.28                  | 89.11                  | 89.52                  |
| 2010    | 91.26                  | 90.28                  | 90.56                  | 93.43                  | 91.79                  | 90.89                  | 87.67                  | 85.44                  | 84.31                  | 81.80                  | 82.43                  | 83.38                  |
| 2011    | 82.63                  | 82.52                  | 81.82                  | 83.34                  | 81.23                  | 80.49                  | 79.44                  | 77.09                  | 76.89                  | 76.69                  |                        |                        |
| Any     | Gen                    | Feb                    | Mar                    | Abr                    | Maig                   | Juny                   | Jul                    | Ago                    | Set                    | Oct                    | Nov                    | Des                    |
| Any     | Mes                    |                        |                        |                        |                        |                        |                        |                        |                        |                        |                        |                        |